# Puimisson
Puimisson är en kommun i departementet Hérault i regionen Occitanien i södra Frankrike. Kommunen ligger i kantonen Murviel-lès-Béziers som tillhör arrondissementet Béziers. År 2022 hade Puimisson 1 218 invånare.

## Befolkningsutveckling
Antalet invånare i kommunen Puimisson
Referens:INSEE